# Niekrasy
Niekrasy (deutsch Niekrassen, 1938 bis 1945 Krassau) ist ein Ort in der polnischen Woiwodschaft Ermland-Masuren, der zur Gmina Ełk (Landgemeinde Lyck) im Powiat Ełcki (Kreis Lyck).

## Geographische Lage
Niekrasy liegt im südlichen Osten der Woiwodschaft Ermland-Masuren, elf Kilometer südwestlich der Kreisstadt Ełk (Lyck) gehört.

## Geschichte
Im Jahre 1661 wurde das kleine um 1818 Nykrassen, bis 1938 Niekrassen genannte Dorf gegründet. 
Vonn 1874 bis 1945 war der Ort in den Amtsbezirk Baitkowen (polnisch Bajtkowo) eingegliedert, der – 1938 in „Amtsbezirk Baitenberg“ umbenannt – zum Kreis Lyck im Regierungsbezirk Gumbinnen (ab 1905: Regierungsbezirk Allenstein) in der preußischen Provinz Ostpreußen gehörte.
In Niekrassen waren im Jahr 1910 insgesamt 88 Einwohner registriert. Ihre Zahl stieg bis 1933 auf 108. Aufgrund der Bestimmungen des Versailler Vertrags stimmte die Bevölkerung im Abstimmungsgebiet Allenstein, zu dem Niekrassen gehörte, am 11. Juli 1920 über die weitere staatliche Zugehörigkeit zu Ostpreußen (und damit zu Deutschland) oder den Anschluss an Polen ab. In Niekrassen stimmten 80 Einwohner für den Verbleib bei Ostpreußen, auf Polen entfielen keine Stimmen.
Am 3. Juni 1938 wurde Niekrassen aus politisch-ideologischen Gründen zur Abwehr fremdländisch klingender Ortsnamen in „Krassau“ umbenannt. Die Einwohnerzahl belief sich im Jahre 1939 auf 100.
In Kriegsfolge kam der Ort 1945 mit dem gesamten südlichen Ostpreußen zu Polen und erhielt die polnische Namensform „Niekrasy“. Heute ist er in das Schulzenamt (polnisch Sołectwo) Ciernie (Cziernien, 1929 bis 1945 Dorntal) eingegliedert und somit eine Ortschaft im Verbund der Gmina Ełk (Landgemeinde Lyck) im Powiat Ełcki (Kreis Lyck), bis 1998 der Woiwodschaft Suwałki, seither der Woiwodschaft Ermland-Masuren zugehörig.

## Religionen
Niekrassen war bis 1945 in die evangelische Kirche Baitkowen in der Kirchenprovinz Ostpreußen der Kirche der Altpreußischen Union sowie in die römisch-katholische Kirche St. Adalbert in Lyck im Bistum Ermland eingepfarrt.
Heute gehört Niekrasy katholischerseits zur Pfarrei Bajtkowo im Bistum Ełk der Römisch-katholischen Kirche in Polen. Die evangelischen Einwohner halten sich zur Kirchengemeinde in Ełk, einer Filialgemeinde der Pfarrei Pisz (deutsch Johannisburg) in der Diözese Masuren der Evangelisch-Augsburgischen Kirche in Polen.

## Verkehr
Niekrasy liegt westlich der Landesstraße 65 und ist von Nowa Wieś Ełcka (Neuendorf) in Richtung Śniepie (Schnepien, 1938 bis 1945 Schnippen) zu erreichen. Außerdem enden zwei Nebenstraßen aus nördlicher Richtung von Ciernie (Cziernien, 1929 bis 1945 Dorntal) und aus südlicher Richtung von Borki (Borken) kommend in Niekrasy. 